# Transbordador El Salvador–Costa Rica
El transbordador El Salvador-Costa Rica es un servicio de transbordador que operó intermitentemente entre dichos países, vía el océano Pacífico, en los siglos xx-xxi.

## SigloXX
Iniciada la Guerra de las 100 horas entre Honduras y El Salvador en 1969, este último estableció el servicio porque de otra forma las mercancías con origen en el país no podían circular a Nicaragua y puntos allende debido al bloqueo de la Carretera Panamericana a su paso por Honduras.  Una vez firmada la paz, y restablecida la vía de comunicación terrestre en 1980, el servicio de transbordador fue clausurado.  El servicio El Salvador-Costa Rica era marítimo en el Golfo de Fonseca vía el Ferry Fonseca, que operaba entre Punta Ruca en La Unión y Potosí en Chinandega y proseguía por vía terrestre hasta la frontera nicaragüense.

## SigloXXI
En 2013, el gobierno de El Salvador anunció un servicio de transbordador entre El Salvador y Nicaragua; dicho proyecto jamás se llevó a cabo; si bien la burocracia gubernamental salvadoreña llegó a aprobar un tarifario, ninguna naviera llegó a establecer servicio.  En 2020, fracasó una intentona de establecer la ruta Golfito Costa Rica–La Unión El Salvador, a ser despachada por Naviera Odiel, naviera española.
En agosto de 2023, el transbordador Blue Wave Harmony inició un servicio programado entre el puerto de La Unión en El Salvador y Puerto Caldera, Costa Rica.  La embarcación tiene capacidad para 100 camiones y sus respectivos remolques de hasta 20 metros cada remolque.  El tránsito, de 691 kilómetros, consume unas 17 horas.  El servicio es operado por la empresa Blue Wave Corporation, con sede panameña, y de capital hondureño-alemán. El gobierno costarricense subsidió en $2 millones de dólares estadounidenses el inicio de operaciones. En Puerto Caldera las instalaciones empleadas para acoger el transbordador fueron la terminal de granos y los patios del Instituto Costarricense de Ferrocarriles.  En sus inicios, el transbordador no transportó pasajeros.